# 小島幸夫
小島 幸夫（こじま ゆきお、1929年（昭和4年）2月10日 - 1999年（平成11年）1月2日）は、教育者。政治家。京都府亀岡市長。京都府出身。

## 人物
- 1948年 - 立命館大学専門部理学科物理科卒業。卒業後、亀岡市立亀岡中学校・船井郡八木町立八木中学校の教諭を務める。また、日本共産党京都府委員会の役員も務める。
- 1975年 - 現職の平田一義を破って、亀岡市長に当選。京都府中部初の革新自治体、京都府内初の共産党員市長となる。
- 市立老人福祉センターの建設や交通安全都市の宣言、消費生活モニター制度発足、一般廃棄物処理事業の公益法人化（亀岡市清掃公社）などの革新市策を推進する。
- 亀岡市立の保育所のクリスマス会でサンタクロースを演じたことがある。
- 市長在任時には50千人だった人口も60千人を突破した。
- 1979年 - 亀岡市長再選を目指すも同市元助役の保守系の谷口義久に敗れる。以後、亀岡市長の再出馬・京都府議会議員選挙などに出馬するも当選には至らなかった。

## 受賞
- 亀岡市自治功労者